# Michael Collins (pel·lícula)
Michael Collins és un pel·lícula irlandesa, britànica i estatunidenca de 1997 dirigida per Neil Jordan. Es tracta d'una epopeia de la lluita per a la independència d'Irlanda al començament del segle xx que gira entorn del líder irlandès que dona nom a la pel·lícula: Mícheál Ó Coileáin, conegut en anglès com Michael Collins. Aquesta pel·lícula ha estat doblada al català.

## Argument
La poderosa Anglaterra ha conegut sempre la contestació de part de la seva colònia més propera, Irlanda. Durant 700 anys, les revoltes han estat subjugades. Però el 1916, una rebel·lió esclata a Dublín, que canviarà el curs de la història. Aquesta rebel·lió anomenada Alçament de Pasqua fracassarà, però un jove que hi va participar va decidir que era l'últim fracàs dels voluntaris irlandesos. L'artesà d'aquesta revolta, un home a l'ombra consagrat al seu país, es deia Mícheál Ó Coileáin.

## Actors
- Liam Neeson: Michael Collins
- Julia Roberts: Kitty Kiernan
- Aidan Quinn: Harry Boland
- Alan Rickman: Éamon de Valera
- Stephen Rea: Ned Broy
- Ian Hart: Joe O'Reilly
- Brendan Gleeson: Liam Tobin
- Charles Dance: Soames
- Jonathan Rhys-Meyers: l'assassí de Michael Collins
- Stuart Graham: Tom Cullen
- Don Wycherley: republicà

## Premis i nominacions[calcitació]

### Premis
- 1996. Lleó d'Or[4]
- 1996. Copa Volpi per la millor interpretació masculina per Liam Neeson

### Nominacions
- 1997. Oscar a la millor fotografia per Chris Menges
- 1997. Oscar a la millor banda sonora per Elliot Goldenthal
- 1997. Globus d'Or al millor actor dramàtic per Liam Neeson
- 1997. Globus d'Or a la millor banda sonora per Elliot Goldenthal
- 1997. BAFTA al millor actor secundari per Alan Rickman
- 1997. BAFTA a la millor fotografia per Chris Menges